# Oliveira de Azeméis
Oliveira de Azeméis és un municipi portuguès, situat al districte d'Aveiro, a la regió del Nord i a la subregió d'Entre Douro e Vouga. L'any 2004 tenia 71.243 habitants. Es divideix en 19 freguesies. Limita al nord-est amb Arouca, a l'est amb Vale de Cambra i Sever do Vouga, al sud amb Albergaria-a-Velha, a l'oest amb Estarreja i Ovar i al nord-oest amb Santa Maria da Feira i São João da Madeira.
| Població del concelho d'Oliveira de Azeméis (1801 – 2004) | Població del concelho d'Oliveira de Azeméis (1801 – 2004) | Població del concelho d'Oliveira de Azeméis (1801 – 2004) | Població del concelho d'Oliveira de Azeméis (1801 – 2004) | Població del concelho d'Oliveira de Azeméis (1801 – 2004) | Població del concelho d'Oliveira de Azeméis (1801 – 2004) | Població del concelho d'Oliveira de Azeméis (1801 – 2004) | Població del concelho d'Oliveira de Azeméis (1801 – 2004) | Població del concelho d'Oliveira de Azeméis (1801 – 2004) |
| --------------------------------------------------------- | --------------------------------------------------------- | --------------------------------------------------------- | --------------------------------------------------------- | --------------------------------------------------------- | --------------------------------------------------------- | --------------------------------------------------------- | --------------------------------------------------------- | --------------------------------------------------------- |
| 1801                                                      | 1849                                                      | 1900                                                      | 1930                                                      | 1960                                                      | 1981                                                      | 1991                                                      | 2001                                                      | 2004                                                      |
| 16943                                                     | 16899                                                     | 29506                                                     | 33072                                                     | 46263                                                     | 62821                                                     | 66846                                                     | 70721                                                     | 71243                                                     |

## Freguesies
- Carregosa
- Cesar
- Fajões
- Loureiro
- Macieira de Sarnes
- Macinhata de Seixa
- Madail
- Nogueira do Cravo
- Oliveira de Azeméis
- Ossela
- Palmaz
- Pindelo
- Pinheiro da Bemposta
- Santiago da Riba-Ul
- São Martinho da Gândara
- São Roque
- Travanca
- Ul
- Vila de Cucujães